# Dozza
Dozza is een gemeente in de Italiaanse metropolitane stad Bologna (regio Emilia-Romagna) en telt 5886 inwoners (31-12-2004). De oppervlakte bedraagt 24,2 km², de bevolkingsdichtheid is 234 inwoners per km².

## Demografie
Dozza telt ongeveer 2368 huishoudens. Het aantal inwoners steeg in de periode 1991-2001 met 13,9% volgens cijfers uit de tienjaarlijkse volkstellingen van ISTAT.

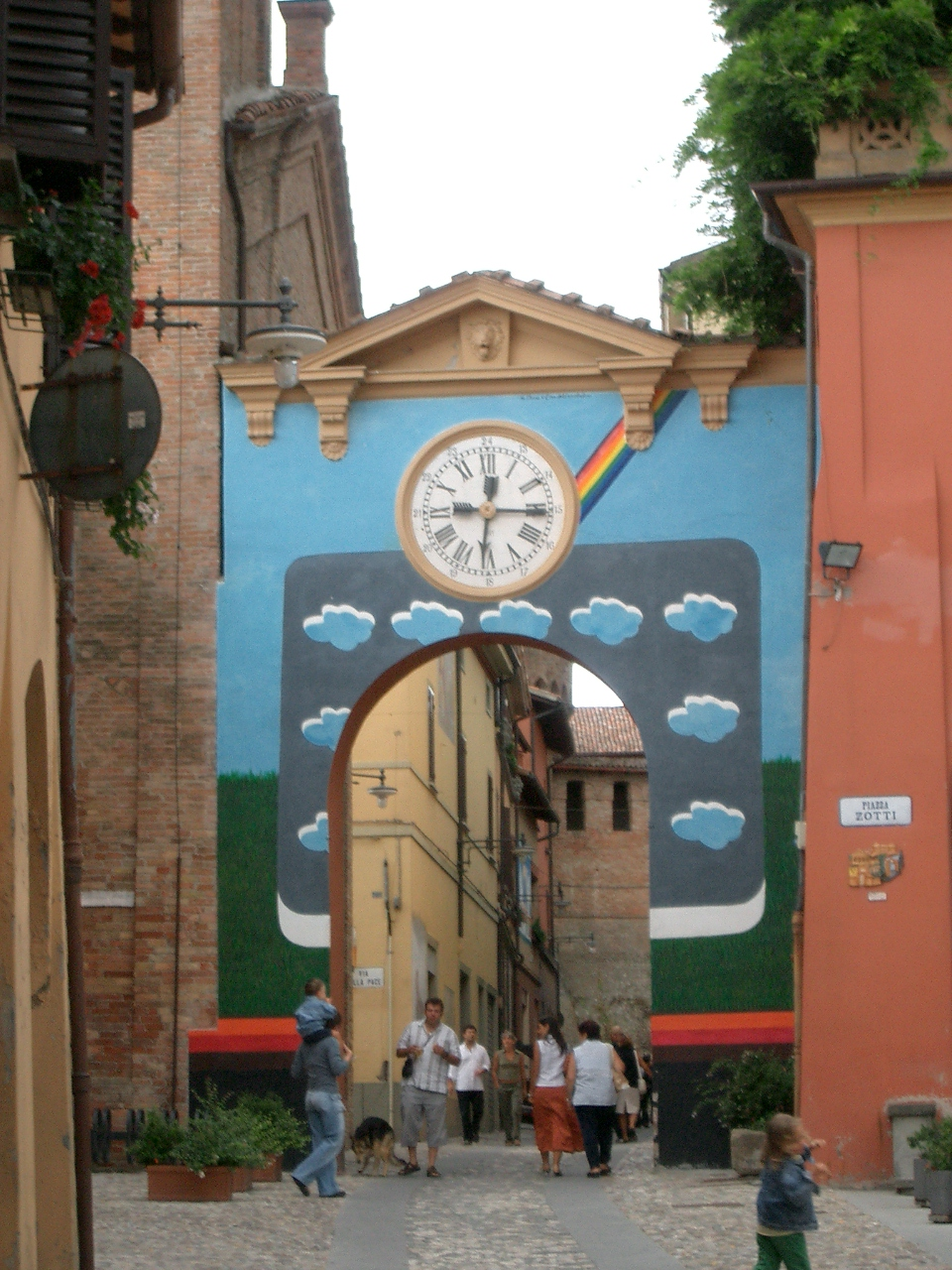
Dozza

| Jaar | Inwoneraantal |
| ---- | ------------- |
| 1991 | 4943          |
| 2001 | 5629          |

## Geografie
De gemeente ligt op ongeveer 190 meter boven zeeniveau.
Dozza grenst aan de volgende gemeenten: Casalfiumanese, Castel Guelfo di Bologna, Castel San Pietro Terme, Imola.